# COROP

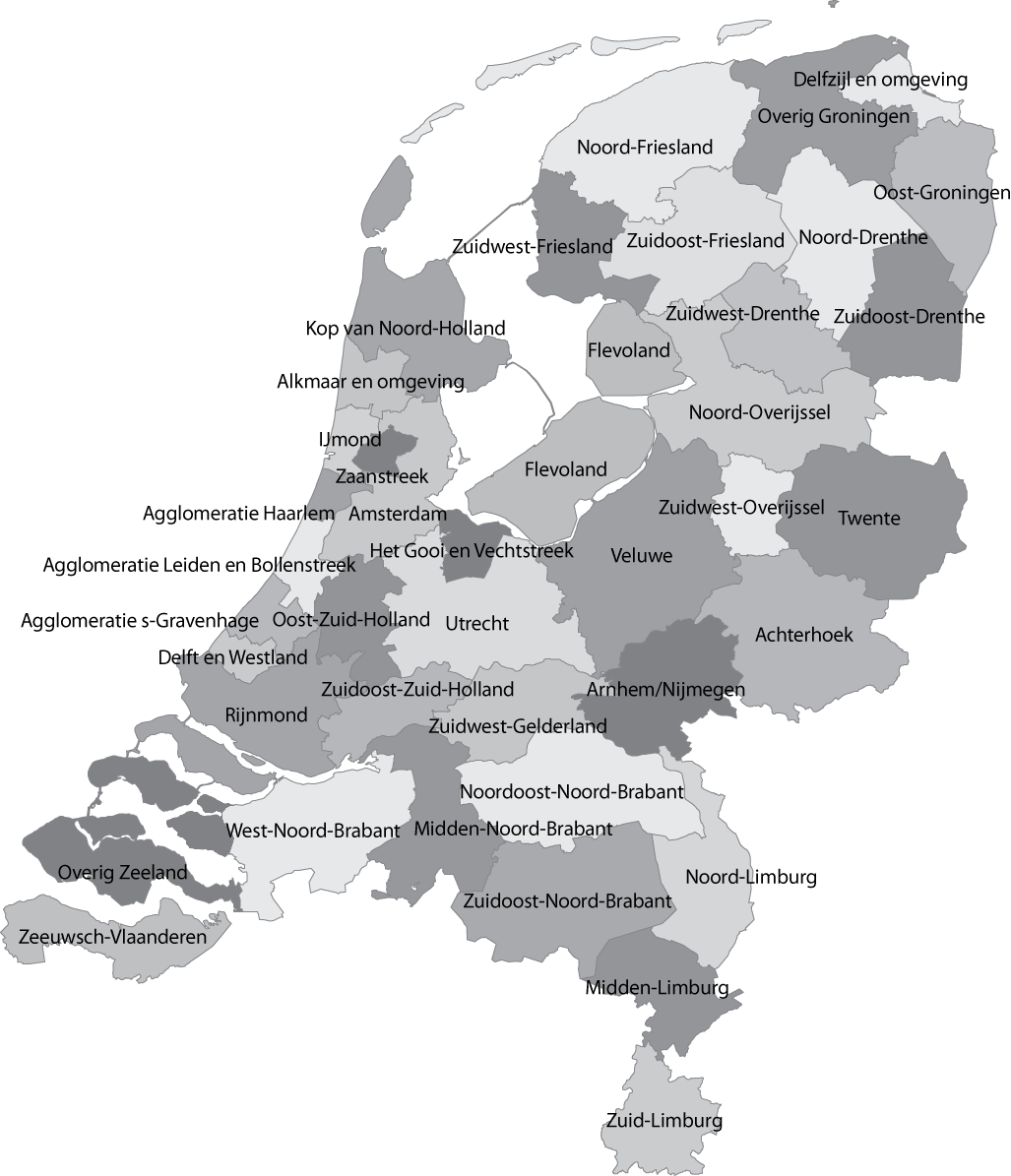
Regions COROP als Països Baixos

Una regió COROP és una àrea regional dels Països Baixos. El seu nom prové de l'abreviatura en neerlandès per a Coördinatiecommissie Regionaal Onderzoeksprogramma (Comissió de Coordinació del Programa de Recerca Regional), nom de la comissió creada el 1971 dissenyà la classificació en aquestes àrees. Aquestes regions són emprades amb finalitats d'anàlisi, entre d'altres, per l'Oficina Central d'Estadística dels Països Baixos.
Seguint un principi nodal, cada COROP té un nucli regional central (per exemple, una ciutat) amb la seva conca circumdant, tot tenint en compte les relacions d'habitatges existents. Aquest principi nodal no es compleix a vegades perquè els límits de les àrees COROP superen els límits provincials. Les províncies de Flevoland i Utrecht estan cadascuna en una àrea COROP conjunta.

## Llista de regions COROP
| Nr | Regions COROP                       | Municipis |
| -- | ----------------------------------- | --- |
| 01 | Oost-Groningen                      | Bellingwedde, Menterwolde, Oldambt, Pekela, Stadskanaal, Veendam, Vlagtwedde |
| 02 | Delfzijl en omgeving                | Appingedam, Delfzijl, Loppersum |
| 03 | Overig Groningen                    | Bedum, Ten Boer, Eemsmond, Groningen, Grootegast, Haren, Hoogezand-Sappemeer, Leek, De Marne, Marum, Slochteren, Winsum, Zuidhorn |
| 04 | Noord-Friesland                     | Achtkarspelen, Ameland, Het Bildt, Boarnsterhim, Dantumadiel, Dongeradeel, Ferwerderadiel, Franekeradeel, Harlingen, Kollumerland en Nieuwkruisland, Ljouwert, Leeuwarderadeel, Littenseradiel, Menaldumadeel, Schiermonnikoog, Terschelling, Tytsjerksteradiel, Vlieland                                                                                    |
| 05 | Zuidwest-Friesland                  | Gaasterland-Sloten, Lemsterland, Súdwest-Fryslân |
| 06 | Zuidoost-Friesland                  | Heerenveen, Ooststellingwerf, Opsterland, Skarsterlân, Smallingerland, Weststellingwerf |
| 07 | Noord-Drenthe                       | Aa en Hunze, Assen, Midden-Drenthe, Noordenveld, Tynaarlo |
| 08 | Zuidoost-Drenthe                    | Borger-Odoorn, Coevorden, Emmen |
| 09 | Zuidwest-Drenthe                    | Hoogeveen, Meppel, Westerveld, De Wolden |
| 10 | Noord-Overijssel                    | Dalfsen, Hardenberg, Kampen, Ommen, Staphorst, Steenwijkerland, Zwartewaterland, Zwolle |
| 11 | Zuidwest-Overijssel                 | Deventer, Olst-Wijhe, Raalte |
| 12 | Twente                              | Almelo, Borne, Dinkelland, Enschede, Haaksbergen, Hellendoorn, Hengelo, Hof van Twente, Losser, Oldenzaal, Rijssen-Holten, Tubbergen, Twenterand, Wierden |
| 13 | Veluwe                              | Apeldoorn, Barneveld, Ede (Gelderland), Elburg, Epe, Ermelo, Harderwijk, Hattem, Heerde, Nijkerk, Nunspeet, Oldebroek, Putten, Scherpenzeel, Voorst, Wageningen |
| 14 | Achterhoek                          | Aalten, Berkelland, Bronckhorst, Brummen, Doetinchem, Lochem, Montferland, Oost Gelre, Oude IJsselstreek, Winterswijk, Zutphen |
| 15 | Arnhem/Nimega                       | Arnhem, Beuningen, Doesburg, Druten, Duiven, Groesbeek, Heumen, Lingewaard, Millingen aan de Rijn, Nimega, Overbetuwe, Renkum, Rheden, Rijnwaarden, Rozendaal, Ubbergen, Westervoort, Wijchen, Zevenaar |
| 16 | Zuidwest-Gelderland                 | Buren, Culemborg, Geldermalsen, Lingewaal, Maasdriel, Neder-Betuwe, Neerijnen, Tiel, West Maas en Waal, Zaltbommel |
| 17 | Utrecht                             | Amersfoort, Baarn, De Bilt, Bunnik, Bunschoten, Eemnes, Houten, IJsselstein, Leusden, Lopik, Montfoort, Nieuwegein, Oudewater, Renswoude, Rhenen, De Ronde Venen, Soest, Stichtse Vecht, Utrecht, Utrechtse Heuvelrug, Veenendaal, Vianen, Wijk bij Duurstede, Woerden, Woudenberg, Zeist                                                                    |
| 18 | Kop van Noord-Holland               | Anna Paulowna, Drechterland, Enkhuizen, Harenkarspel, Den Helder, Hoorn, Koggenland, Medemblik, Niedorp, Opmeer, Schagen, Stede Broec, Texel, Wieringen, Wieringermeer, Zijpe |
| 19 | Alkmaar en omgeving                 | Alkmaar, Bergen, Heerhugowaard, Heiloo, Langedijk, Schermer |
| 20 | IJmond                              | Beverwijk, Castricum, Heemskerk, Uitgeest, Velsen |
| 21 | Agglomeratie Haarlem                | Bloemendaal, Haarlem, Haarlemmerliede en Spaarnwoude, Heemstede, Zandvoort |
| 22 | Zaanstreek                          | Wormerland, Zaanstad |
| 23 | Groot-Amsterdam                     | Aalsmeer, Amstelveen, Amsterdam, Beemster, Diemen, Edam-Volendam, Graft-De Rijp, Haarlemmermeer, Landsmeer, Oostzaan, Ouder-Amstel, Purmerend, Uithoorn, Waterland, Zeevang |
| 24 | Het Gooi en Vechtstreek             | Blaricum, Bussum, Hilversum, Huizen, Laren, Muiden, Naarden, Weesp, Wijdemeren |
| 25 | Agglomeratie Leiden en Bollenstreek | Hillegom, Kaag en Braassem, Katwijk, Leiden, Leiderdorp, Lisse, Noordwijk, Noordwijkerhout, Oegstgeest, Teylingen, Voorschoten, Zoeterwoude |
| 26 | Agglomeratie 's-Gravenhage          | 's-Gravenhage, Leidschendam-Voorburg, Pijnacker-Nootdorp, Rijswijk, Wassenaar, Zoetermeer |
| 27 | Delft en Westland                   | Delft, Midden-Delfland, Westland |
| 28 | Oost-Zuid-Holland                   | Alphen aan den Rijn, Bergambacht, Bodegraven-Reeuwijk, Boskoop, Gouda (Països Baixos), Nieuwkoop, Rijnwoude, Schoonhoven, Vlist, Waddinxveen |
| 29 | Groot-Rijnmond                      | Albrandswaard, Barendrecht, Bernisse, Binnenmaas, Brielle, Capelle aan den IJssel, Cromstrijen, Dirksland, Goedereede, Hellevoetsluis, Korendijk, Krimpen aan den IJssel, Lansingerland, Maassluis, Middelharnis, Nederlek, Oostflakkee, Oud-Beijerland, Ouderkerk, Ridderkerk, Rotterdam, Schiedam, Spijkenisse, Strijen, Vlaardingen, Westvoorne, Zuidplas |
| 30 | Zuidoost-Zuid-Holland               | Alblasserdam, Dordrecht, Giessenlanden, Gorinchem, Graafstroom, Hardinxveld-Giessendam, Hendrik-Ido-Ambacht, Leerdam, Liesveld, Nieuw-Lekkerland, Papendrecht, Sliedrecht, Zederik, Zqijndrecht |
| 31 | Zeeuws-Vlaanderen                   | Hulst, Sluis, Terneuzen |
| 32 | Overig Zeeland                      | Borsele, Goes (Zelanda), Kapelle, Middelburg, Noord-Beveland, Reimerswaal, Schouwen-Duiveland, Tholen, Veere, Vlissingen |
| 33 | West-Noord-Brabant                  | Bergen op Zoom, Breda, Drimmelen, Etten-Leur, Geertruidenberg, Halderberge, Moerdijk, Oosterhout, Roosendaal, Rucphen, Steenbergen, Woensdrecht, Zundert |
| 34 | Midden-Noord-Brabant                | Aalburg, Alphen-Chaam, Baarle-Nassau, Dongen, Gilze en Rijen, Goirle, Hilvarenbeek, Loon op Zand, Oisterwijk, Tilburg, Waalwijk, Werkendam, Woudrichem |
| 35 | Noordoost-Noord-Brabant             | Bernheze, Boekel, Boxmeer, Boxtel, Cuijk, Grave, Haaren, 's-Hertogenbosch, Heusden, Landerd, Maasdonk, Mill en Sint Hubert, Oss, Schijndel, Sint Anthonis, Sint-Michielsgestel, Sint-Oedenrode, Uden, Veghel, Vught |
| 36 | Zuidoost-Noord-Brabant              | Asten, Bergeijk, Best, Bladel, Cranendonck, Deurne, Eersel, Eindhoven, Geldrop-Mierlo, Gemert-Bakel, Heeze-Leende, Helmond, Laarbeek, Nuenen, Gerwen en Nederwetten, Oirschot, Reusel-De Mierden, Someren, Son en Breugel, Valkenswaard, Veldhoven, Waalre                                                                                                   |
| 37 | Noord-Limburg                       | Beesel, Bergen, Gennep, Horst aan de Maas, Mook en Middelaar, Peel en Maas, Venlo, Venray |
| 38 | Midden-Limburg                      | Echt-Susteren, Leudal, Maasgouw, Nederweert, Roerdalen, Roermond, Weert |
| 39 | Zuid-Limburg                        | Beek, Brunssum, Eijsden-Margraten, Gulpen-Wittem, Heerlen, Kerkrade, Landgraaf, Maastricht, Meerssen, Nuth, Onderbanken, Schinnen, Simpelveld, Sittard-Geleen, Stein, Vaals, Valkenburg aan de Geul, Voerendaal |
| 40 | Flevoland                           | Almere, Dronten, Lelystad, Noordoostpolder, Urk, Zeewolde |